# Fradelo
Fradelo (llamada oficialmente San Vicenzo de Fradelo) es una parroquia y un lugar del municipio español de Viana del Bollo, en la provincia de Orense, Galicia.

## Toponimia
La parroquia también es conocida por el nombre de San Vicente de Fradelo.

## Organización territorial
La parroquia está formada por dos entidades de población:
- Ardexarxe
- Fradelo

## Demografía

### Parroquia
| Gráfica de evolución demográfica de Fradelo (parroquia) entre 2000 y 2023 |
|                                                                           |
| Datos según el nomenclátor publicado por el INE.                          |

### Lugar
| Gráfica de evolución demográfica de Fradelo (lugar) entre 2000 y 2023 |
|                                                                       |
| Datos según el nomenclátor publicado por el INE.                      |